# Ломен (Міссурі)
Ломен (англ. Lohman) — місто (англ. city) в США, в окрузі Коул штату Міссурі. Населення — 175 осіб (2020).

## Географія
Ломен розташований за координатами 38°32′34″ пн. ш. 92°21′53″ зх. д. / 38.54278° пн. ш. 92.36472° зх. д. (38.542898, -92.364592).  За даними Бюро перепису населення США в 2010 році місто мало площу 0,93 км², уся площа — суходіл.

## Демографія
Згідно з переписом 2010 року, у місті мешкали 163 особи в 64 домогосподарствах у складі 52 родин. Густота населення становила 175 осіб/км².  Було 79 помешкань (85/км²).
Расовий склад населення:
| - 97,5 % — білих |

До двох чи більше рас належало 2,5 %. Частка іспаномовних становила 0,0 % від усіх жителів.
За віковим діапазоном населення розподілялося таким чином: 20,2 % — особи молодші 18 років, 64,5 % — особи у віці 18—64 років, 15,3 % — особи у віці 65 років та старші. Медіана віку мешканця становила 42,6 року. На 100 осіб жіночої статі у місті припадало 111,7 чоловіків;  на 100 жінок у віці від 18 років та старших — 103,1 чоловіків також старших 18 років.
Середній дохід на одне домашнє господарство  становив 61 136 доларів США (медіана — 59 583), а середній дохід на одну сім'ю — 61 570 доларів (медіана — 60 417). Медіана доходів становила 36 786 доларів для чоловіків та 35 625 доларів для жінок. За межею бідності перебувало 6,3 % осіб, у тому числі 12,2 % дітей у віці до 18 років та 10,0 % осіб у віці 65 років та старших.
Цивільне працевлаштоване населення становило 104 особи. Основні галузі зайнятості: освіта, охорона здоров'я та соціальна допомога — 22,1 %, публічна адміністрація — 16,3 %, науковці, спеціалісти, менеджери — 8,7 %, фінанси, страхування та нерухомість — 8,7 %.